# ناپلئون (فیلم ۱۹۹۵)
«ناپلئون» (انگلیسی: Napoleon) یک فیلم است که در سال ۱۹۹۶ منتشر شد.